# 謝爾比維爾 (伊利諾伊州)
謝爾比維爾（英語：Shelbyville）是一個位於美國伊利諾伊州謝爾比縣的城市。根據2010年美國人口普查，該地人口為4700人，而該地的面積約為10.39平方千米。同時該地也是謝爾比縣的縣治。

## 地理
謝爾比維爾的座標為39°24′29″N 88°47′59″W / 39.40806°N 88.79972°W，而該地的平均海拔高度為190米（即624英尺）。